# Эмсский указ

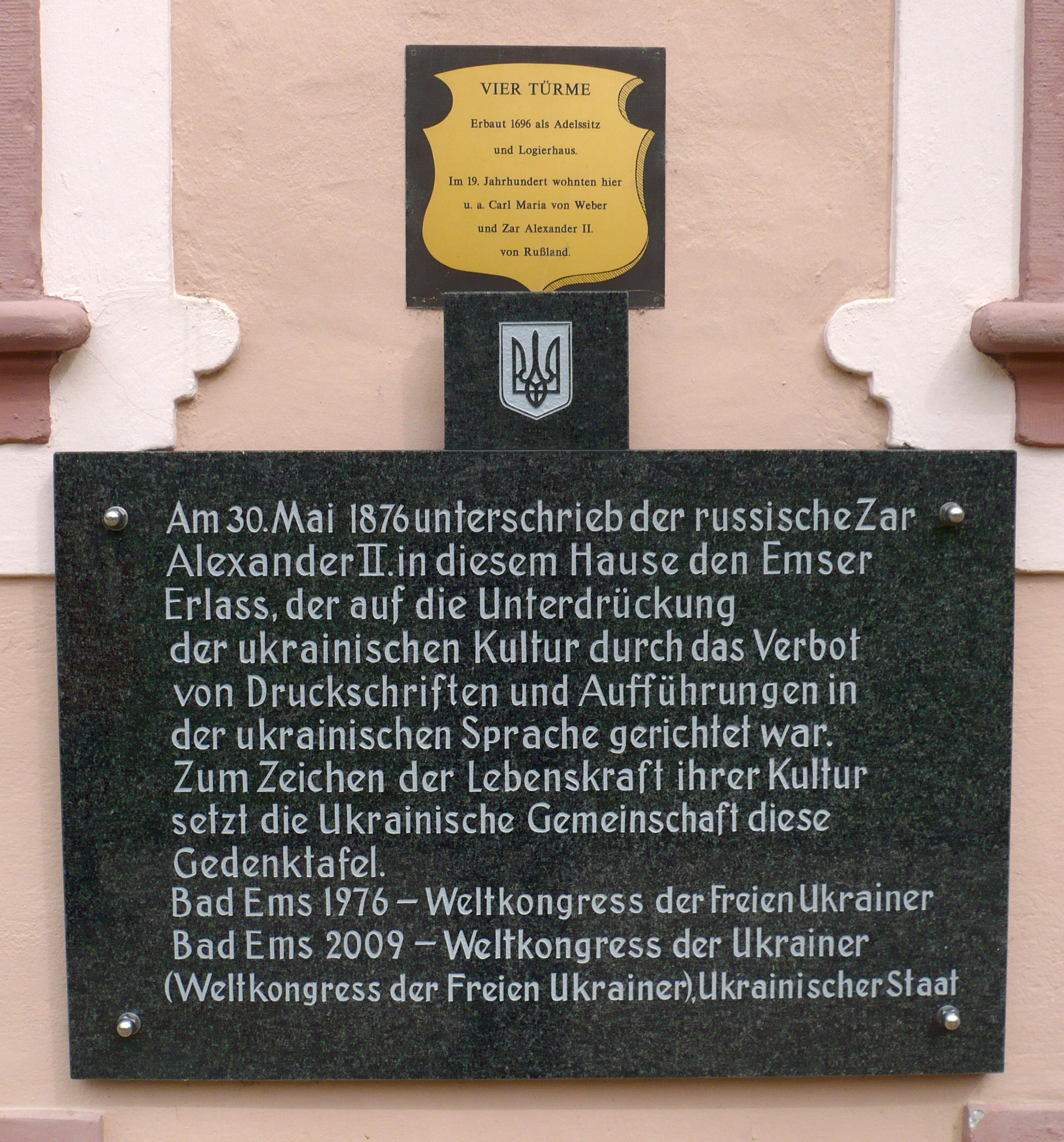
Мемориальная доска в Бад-Эмсе, посвящённая Эмсскому указу

Эмсский указ (Выводы Особого Совещания для пресечения украинофильской пропаганды после исправления в соответствии с замечаниями, сделанными Александром II 18 мая в г. Эмс) — традиционное в историографии наименование выводов Особого совещания, подписанных императором Александром II, 18 (30) мая 1876 года в германском городе Бад-Эмс (нем. Bad Ems). Направлен на ограничение использования украинского языка (по терминологии документа, «малорусского наречия») в Российской империи. Запрещал («в видах пресечения опасной, в государственном отношении, деятельности украинофилов») печать на территории Российской империи и ввозить из-за границы книги, напечатанные на украинском языке, постановку украиноязычных театральных представлений и концертов, газету «Киевский Телеграф», а также предписывал финансово поддержать галицкую русофильскую газету «Слово».
Эмсский указ дополнял основные положения Валуевского циркуляра 1863 года.

## Предыстория
27 августа 1875 года начальник III отделения генерал-адъютант Александр Потапов подписал и разослал в министерство внутренних дел, министерство народного просвещения и в Синод следующее письмо: «Государь император ввиду проявлений украинофильской деятельности и в особенности переводов и печатания учебников и молитвенников на малорусском языке, Высочайше повелеть соизволил учредить под председательством министра Внутренних Дел Совещание из министра Народного Просвещения, обер-прокурора Святейшего Синода, главного начальника ІІІ-го Отделения собственной Его Императорского Величества Канцелярии и председателя Киевской Археологической Комиссии тайного советника Юзефовича для всестороннего обсуждения этого вопроса».
Для Совещания были подготовлены две экспертных записки — от Главного Управления по делам печати и от самого Юзефовича, инициировавшего указанное выше письмо Потапова. Тайный советник Юзефович подчёркивал украинофильскую активность Драгоманова и Чубинского. По мнению А. И. Миллера особое впечатление на Совещание произвёл указанный в записке факт перевода «Тараса Бульбы» на украинский язык, где слова «русская земля, русский устранены и заменены словами Украина, украинская земля, украинец, а в конце концов пророчески провозглашен даже свой будущий украинский Царь». Этот перевод был конфискован у некоего Лободовского, писаря Райковской волости, бесплатно раздававшего эту и другие книги крестьянам. Примечательно было и то, что рекомендовал Лободовского на должность голова местного съезда мировых судей П. А. Косач, женатый на сестре Драгоманова.

## Содержание и последствия
Эмсским указом запрещалось:
- ввозить на территорию Российской империи из-за границы книги, написанные на украинском языке, без специального разрешения;
- издавать оригинальные произведения и делать переводы с иностранных языков. Исключение делалось для «исторических документов и памятников» и «произведений изящной словесности», с рядом оговорок (так, запрещалась украинская орфография кулишовка и допускалась лишь «общерусская орфография» — ярыжка) и при условии предварительной цензуры;
- ставить украинские театральные представления (запрет ослаблен в 1881 г.), печатать ноты с украинскими текстами;
- устраивать концерты с украинскими песнями;
- преподавать на украинском языке в начальных школах («первоначальные училища»).

Местной администрации приказывалось усилить надзор за тем, чтобы в начальных школах не преподавали на украинском языке, изъять из школьных библиотек книги на украинском языке. На основании Эмсского указа был закрыт Юго-Западный отдел Российского географического общества в Киеве, прекращено издание газеты «Киевский Телеграф», уволен ряд профессоров-украинцев из Киевского университета (М. П. Драгоманов, Ф. Вовк, М. Зибер, С. Подолинский и др.).
Кроме того, указом предписывалось потребовать от попечителей Харьковского, Киевского и Одесского учебных округов именной список преподавателей с отметкой о благонадёжности каждого по отношению к «украинофильским тенденциям», при этом отмеченных неблагонадёжными или сомнительными требовалось перевести на работу в великорусские губернии. Предписывалось также использовать в качестве преподавателей в учебных заведениях этих округов преимущественно великороссов.
В 1878 году на Первом Международном литературном конгрессе в Париже при содействии де-факто председательствовавшего (де-юре председателем был Виктор Гюго) И. С. Тургенева среди делегатов была роздана брошюра М. П. Драгоманова с резким осуждением Эмсского указа. Многие европейские литераторы и учёные высказывались против Эмсского указа как неправомерно ограничивающей украинский язык меры.
Дополнением 1881 года расширялись возможности для издания художественной литературы — при этом, однако, сохранялся запрет на литературу учебную и научную. В период действия Эмсского указа были напечатаны многие произведения Тараса Шевченко, Ивана Нечуя-Левицкого, Панаса Мирного, Леси Украинки и других украинских писателей.
18 февраля 1905 года общее собрание Академии наук одобрило записку комиссии в составе академиков А. Шахматова, Ф. Корша, А. Фаминцина. Фортунатова, А. Лаппо-Данилевского и С. Ольденбурга «Об отмене стеснений малорусского печатного слова», что послужило отмене запретов на издание книг на украинском языке.
Эмсский указ, не будучи отменён официально, фактически утратил силу после издания Манифеста 17 октября 1905 года.

## Научная оценка
Автор термина «лингвоцид» Ярослав-Богдан Рудницкий считал Эмсский указ наряду с Валуевским циркуляром и другими ограничительными мерами властей Российской империи по отношению к разным языкам «лингвоцидальными актами царской России».
По мнению историка Георгия Вернадского, «Под влиянием безрассудных распоряжений русского правительства, стеснявших развитие украинского языка и культуры в пределах России, центр украинского движения после 1876 года переместился в Западную Украину, тогда находившуюся в составе Австро-Венгрии… Если бы не было Эмсского указа 1876 года, то не было бы для украинцев надобности в создании австрийской „ирриденты“ и средоточием украинского культурного движения был бы Киев, а не Львов».
По мнению украинских исследователей И. Пидковы и Р. Шуста, в 1995 году издавших «Справочник по истории Украины», став одним из проявлений колониальной политики по отношению к Украине, Эмсский указ тормозил развитие украинской культуры и национально-освободительного движения, хотя полностью его прекратить не смог.